# Гибсон, Терри
Теренс Брэдли Гибсон (англ. Terence Bradley Gibson; 23 декабря 1962, Уолтемстоу), более известный как Терри Гибсон (англ. Terry Gibson) — английский футболист, нападающий. Наиболее известен по выступлениям за английские клубы «Тоттенхэм Хотспур», «Ковентри Сити», «Манчестер Юнайтед» и «Уимблдон».

## Футбольная карьера
Уроженец Уолтемстоу, Гибсон начал футбольную карьеру в академии клуба «Тоттенхэм Хотспур». В основном составе «шпор» дебютировал в возрасте 17 лет и 6 дней в матче против «Сток Сити» 29 декабря 1979 года. В 1981 году выступал на правах аренды за шведский клуб ГАИС. В основной состав «Тоттенхэма» Гибсон смог пробиться только в сезоне 1982/83, сыграв 16 матчей и забив 4 мяча в чемпионате. Однако уже по итогам сезона покинул клуб.
В 1983 году стал игроком «Ковентри Сити». Провёл в команде три сезона, забив 52 гола в 111 матчах, включая хет-трик в знаменитом матче против «Ливерпуля» 10 декабря 1983 года, в котором мерсисайдский клуб был разгромлен со счётом 4:0.
29 января 1986 года Гибсон перешёл из «Ковентри Сити» в «Манчестер Юнайтед» за 600 тысяч фунтов, а в обратном направлении отправился Алан Бразил. На тот момент шли переговоры о трансфере Марка Хьюза в «Барселону», и главный тренер «Юнайтед» Рон Аткинсон хотел приобрести нового нападающего. Однако Хьюз не покинул клуб зимой 1986 года (он перешёл в «Барселону» только в августе), поэтому Гибсон не смог сразу пробиться в основной состав (основными нападающими «Юнайтед» были Марк Хьюз и Фрэнк Стэплтон). Его дебют за «Юнайтед» состоялся 2 февраля 1986 года в матче Первого дивизиона против «Вест Хэм Юнайтед» на стадионе «Болейн Граунд». В сезоне 1985/86 Гибсон провёл за команду семь матчей. Однако и после ухода Хьюза Гибсон не смог обеспечить себе постоянное место в основном составе: в марте 1986 года в «Манчестер Юнайтед» перешёл нападающий Питер Дэвенпорт. В сезоне 1986/87 Гибсон провёл за команду 20 матчей и забил свой первый и единственный гол за клуб: это произошло 24 января 1987 года в матче против «Арсенала» на стадионе «Олд Траффорд». По ходу того сезона в «Юнайтед» сменился главный тренер: вместо уволенного Аткисона команду возглавил Алекс Фергюсон. По окончании сезона Фергюсон подписал ещё одного нападающего Брайана Макклера, а Гибсон был продан в «Уимблдон» за 200 тысяч фунтов.
В «Уимблдоне» Гибсон провёл следующие шесть сезонов. В 1988 году он помог команде выиграть Кубок Англии, обыграв в финальном матче «Ливерпуль».
Также выступал за «Суиндон Таун», «Питерборо Юнайтед» и «Барнет».

## После завершения карьеры игрока
После завершения карьеры игрока в 1995 году Гибсон работал тренером молодёжных команд и исполняющим обязанности главного тренера в «Барнете». Также работал в тренерском штабе сборной Северной Ирландии, был ассистентом главного тренера клуба «Уиком Уондерерс». С апреля по декабрь 2007 года работал в тренерском штабе «Фулхэма» .
Работал на телеканале Sky Sports, комментируя футбольные матчи Испании. Также был скаутом «Болтон Уондерерс» и «Манчестер Сити» в Испании.

## Личная жизнь
Женат на Пауле, имеет двоих детей. Является болельщиком клуба «Тоттенхэм Хотспур».

## Достижения
Уимблдон
- Обладатель Кубка Англии: 1988